# Сражение при Сандепу
Сражение при Сандепу — крупное сражение Русско-японской войны. Произошло примерно в 60 км к юго-западу от Мукдена.

## Обстановка перед сражением
После сражения на реке Шахе русские и японские силы стояли друг против друга к югу от Мукдена. Армии сторон возросли в связи с полученными пополнениями. Силы русских, насчитывавшие 320 тыс. чел. и 1078 орудий, растянулись на 90 км, не считая отрядов, охранявших фланги. В первых числах января 1905 года русские армии располагались следующим образом. На правом фланге стояла 2-я армия генерала Гриппенберга в составе: I Сибирского, Сводно-стрелкового, VIII и Х армейских корпусов. Она была развёрнута с охраняющими отрядами на фронте свыше 40 км. В центре, вдоль железной дороги, находилась 3-я армия генерала Каульбарса — V и VI Сибирские, XVI и XVII армейские корпуса. На левом фланге, в горах, 1-я армия генерала Линевича — I армейский, II, III и IV Сибирские корпуса. Три армии — каждая в четыре корпуса.
Японцы к этому времени насчитывали в своих рядах около 200 тыс. чел. и 666 орудий. 1-я армия Куроки Тамэмото располагалась, как и прежде, на правом фланге в районе от Бенсиху до Янтайских копей. Слева к ней примыкала 4-я армия Нодзу, а далее на восток тянулась 2-я армия Оку Ясуката в составе 3-й, 4-й и 5-й пехотных дивизий и трёх резервных бригад. На левом фланге 2-й армии против основной массы русской 2-й армии стоял только один отряд Акиямы, наблюдавший пространство между реками Шахэ и Хуньхэ. 
Узнав о падении Порт-Артура 20 декабря 1904 г. (2 января 1905 г.), русский главнокомандующий генерал-адъютант Куропаткин решил перейти в наступление до прибытия в подкрепление японцам освободившейся после сдачи крепости 3-й армии Ноги Марэсукэ. Целью наступления он поставил не разгром противника, а только оттеснение его за реку Тайцзыхэ. Операцию начинала 2-я армия О.-Ф. К. Гриппенберга, которой надлежало охватить левый фланг японского расположения (отряд Акиямы из японской 2-й армии Оку). После взятия укреплённых позиций она должна была действовать «в зависимости от действий противника и успехов 3-й армии». Эта последняя должна была наступать... «в зависимости от действий противника и успехов 2-й армии». Что касается 1-й армии, то её участь решалась «в зависимости от действий противника и успехов 2-й и 3-й армий». 
Эта диспозиция была отдана 6(19) января 1905 г. Наступление было назначено сначала на 10(23) января, затем перенесено на 12(25)-е. При этом Куропаткин запретил Гриппенбергу использовать все свои силы. 2-й армии разрешалось атаковать противника лишь тремя дивизиями: 1-м Сибирским корпусом — в обход Оку на Хейгоутай, 14-й дивизией — с фронта на Сандепу (кит. 沈旦堡, палл. Шэньданьпу). «В зависимости от успехов» этих трёх дивизий решалось, наступать или нет остальным двадцати двум...

## Ход сражения
В то время армии не вели активных военных действий в зимнее время. Атака русской армии для расположившихся зимовать японцев была неожиданной. В ночь с 11 января (24 января) 1905 на 12 января (25 января) 1905 в жестокий мороз 1-й Сибирский стрелковый корпус генерал-лейтенанта Г. К. Штакельберга неожиданной быстрой атакой захватил деревню Хуанлотоцзы на западном берегу реки Хуньхэ. К утру 1-й Сибирский корпус овладел всей линией реки и перешёл в наступление на Хейгоутай. К концу дня 12 января (25 января) 1905 1-й Сибирский стрелковый корпус занял Хейгоутай — опорный пункт на левом фланге армии Оку. Японцы, очевидно, мало верили в возможность наступления русской армии её правым крылом при полном бездействии всех остальных войск и в первый день наступления не смогли отразить атаку русских. Но падение Хейгоутая очень встревожило и генерал-лейтенанта Оку, и маршала Ояма, двинувших туда из резерва 8-ю пехотную дивизию. 1-й Сибирский корпус был вынужден перейти к обороне.
13 января (26 января) 1905 атака русской 14-й пехотной дивизии 8-го корпуса на Сандепу была отбита японцами. Ночью два полка дивизии по собственной инициативе с боем захватили большую деревню, приняв её за Сандепу, о чём было доложено главнокомандующему. Наутро выяснилось, что захвачена была не Сандепу, а находившаяся 400 м севернее неё деревня Баотайцзы, которая в течение двух дней подвергалась артиллерийскому обстрелу. Дальнейшие попытки захватить Сандепу успеха не имели. 14-я дивизия генерал-майора Русанова, потеряв 1122 человека убитыми и замерзшими, вынуждена была отойти на исходные позиции.

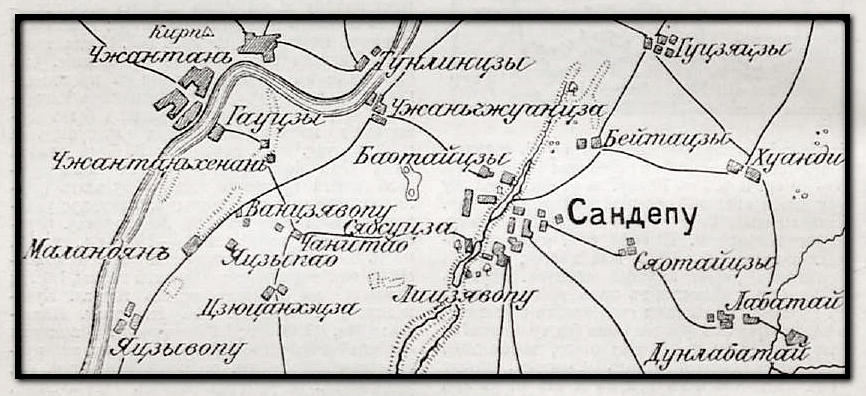
Театр военных действий

Куропаткин приказал 1-му Сибирскому корпусу остановить наступление, но генерал-лейтенант барон Г. К. Штакельберг принял решение продолжать операцию. 14 января (27 января) 1905 при поддержке кавалерийского отряда Мищенко (около 40 эскадронов и сотен), переправившегося через реку Хуньхэ, после упорного сражения его части под командованием командира 1-й Сибирской дивизии А. А. Гернгросса (в составе 2, 3, 35-го и 36-го пехотных полков) заняли деревню Сумапу, которую защищала японская 3-я пехотная дивизия. Затем Гернгросс начал развёртывать свой резерв с целью окружения и последующего уничтожения противника в районе Сандепу.
Однако общее бездействие остальной части русских войск в районе Сандепу — Эртхаузы позволило японцам сосредоточить войска для нанесения сильного удара по 1-му Сибирскому корпусу, в результате которого отряд Гернгросса с большими потерями покинул Сумапу.
На 15 января (28 января) 1905 2-й русской армии был отдан приказ во что бы то ни стало овладеть Сандепу. Однако японцы, сосредоточив на своём левом фланге крупные силы, утром того же 15 января (28 января) 1905 перешли в энергичное наступление, особенно против 1-го Сибирского корпуса. Тем не менее с наступлением светового дня 15 января (28 января) 1905, после сильной артиллерийской подготовки, полки русской 31-й пехотной дивизии стремительной атакой захватили несколько китайских деревень близ Сандепу и, выйдя с боем во вражеский тыл, поставили японцев в критическое положение.
В тот же день командир 10-го армейского корпуса генерал-лейтенант Церпицкий, с согласия Гриппенберга, произвёл успешную атаку на Сяотайцзы и Лобатай, угрожая тылу Сандепу. Конница генерала П. И. Мищенко стала выходить в ближние японские тылы и заставила противника оставить позицию у деревни Цзяньцзявопу.
Положение японцев было близко к поражению.
Признав действия своей 2-й армии слишком рискованными, А. Н. Куропаткин 16 января (29 января) 1905 сначала запретил Гриппенбергу ставить боевые задачи соединениям без его санкции, отвёл 10-й армейский корпус Церпицкого за реку Хуньхэ, а затем отрешил барона Г. К. Штакельберга от командования 1-м Сибирским корпусом и предписал армии прекратить наступление и отойти в исходное положение. Возмущённый генерал от инфантерии О.-Ф. К. Гриппенберг, обвинявший А. Н. Куропаткина в этой неудаче, сложил с себя должность командующего 2-й армии и уехал в Петербург.
Потери составили: у русских — 1781 убитый, 9395 раненых, 1065 пропавших без вести; у японцев — примерно 9000 чел. Много раненых погибло от мороза.

## Итог сражения
Русской армии не удалось разгромить японцев. Возмущённый Гриппенберг сложил с себя должность командующего 2-й армией и уехал в Петербург для доклада царю. Впоследствии сражение при Сандепу стало предметом спора в военно-научной литературе между Куропаткиным и Гриппенбергом.